# 누라키
누라키(Nurachi)는 사르데냐 이탈리아 지방의 오리스타노도에 있는 코무네이다. 칼리아리에서 북서쪽으로 약 100 킬로미터 (62 mi) 떨어져 있으며, 오리스타노에서 북서쪽으로 약 9 킬로미터 (6 mi) 떨어져 있다. 2004년 12월 31일 기준으로 인구는 1,671명이었고 면적은 15.9 제곱킬로미터 (6.1 mi2)였다.
누라키는 다음 코무네와 접한다: 바라틸리산피에트로, 카브라스, 오리스타노, 리올라사르도.